# Belbodamaeus pini
Belbodamaeus pini är en kvalsterart som först beskrevs av Norton 1980.  Belbodamaeus pini ingår i släktet Belbodamaeus och familjen Damaeidae. Inga underarter finns listade.